# 生花苗沼

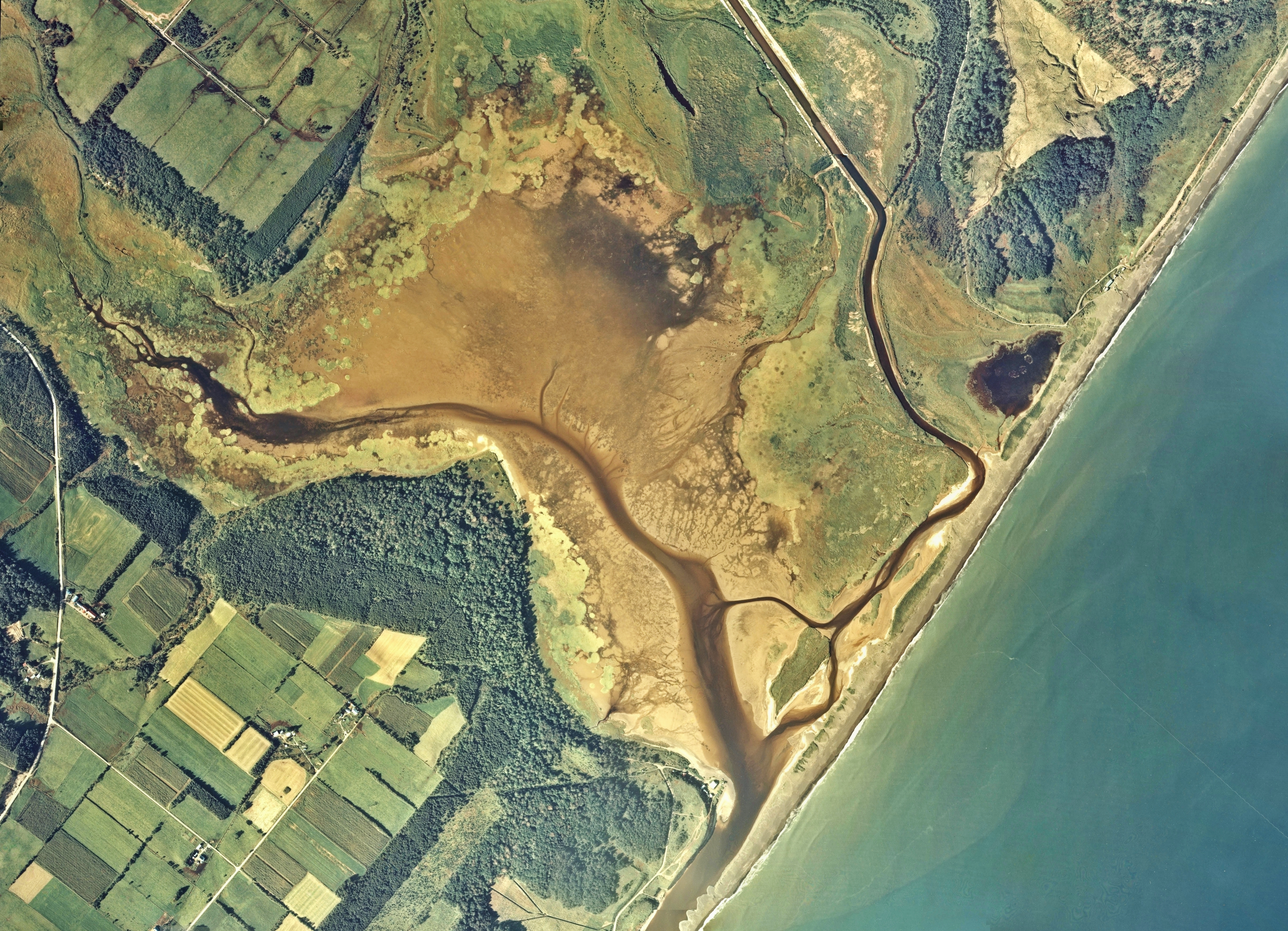
生花苗沼周辺の空中写真。画像中央の茶褐色に見える一帯が生花苗沼である。1977年撮影の6枚を合成作成。
。

生花苗沼（オイカマナイトー・おいかまないぬま）は、北海道東部、大樹町にある汽水湖である。

## 地理
海の後退による海跡湖であり、流入河川として主な流入河川として生花苗川、生花苗沼川、キモントウ川が流入する他、小河川が数本流入し、太平洋に直接流出する。

## 名称の由来
アイヌ語研究者の山田秀三の解釈では、アイヌ語の「オイカオマイ（oika-oma-i）」（〔海波が〕越え・入る・もの〔沼〕）が原義とされ、これが略され「オイカマイ」となったものに、沼の東側につながる川があるために「ナイ（nay）」（川）を付けて、「オイカマイナイ」となり、さらに転訛して「オイカマナイ」と呼ばれるようになり、それに当て字されて現在の形となったと考えられる。
なお、生花苗は付近の地名ともなっていたが、後年略され生花（せいか）と改名されている。

## 自然
- 渡り鳥をはじめ水鳥が多く飛来する。周囲にはタンチョウが姿を見せることもある。
- 沼周囲は原生花園が拡がっており、シーズンになるとエゾカンゾウ等が咲く。

## 利用
夏にはマリンスポーツが細々と行われているが、基本的には観光客のほとんど来ることのない静かな沼である。2000年代までは、冬季にトヨタ自動車の雪上・氷上試験場としても利用されていた。

## 交通
沼への公共交通機関は存在しない。